# Gianluca Ramazzotti
Gianluca Ramazzotti (Roma, 22 de Agosto 1970) é um ator italiano.
Atua também em novelas e mini-séries da televisão italiana.

## Biografia
Em sua formação como ator ele assistiu à academia de Teatro de Calábria, seguiu por outros cursos de melhoria para o Teatro em Varsóvia e Paris no Théâtre du Soleil. Entrou para pertencer para a Companhia do Bagaglino de Pier Francesco Pingitore, enquanto participando ambos a variedade e para novelas produzida pela companhia.
Além da experiência do Bagaglino, vele cobriu papéis nas novels Vivere e Un posto al sole e no filme de televisão Il Papa Buono de Ricky Tognazzi.
Sua atividade também o estende no setor de radiodifusão como o anunciador e dublador, de modo de particolar do radiofictions de cedo-manhã de Radiodue.
Para o teatro Gianluca interpretou o papel de Bojetto na comédia musical Rugantino.
Gianluca fala o francês, inglês e espanhol fluentemente.

## Filmografia

### Teatro
- I Promessi Sposi un musical
- Intrichi d’amore
- La scuola delle mogli
- Soldati a Inglostadt
- Ifigenia in Aulide
- A qualcuno piace caldo
- La notte
- Il gatto che scoprì l’America
- La farina del diavolo
- Scanzonatissimo Gran Casinò
- Babbo Natale è uno Stronzo…
- Dark! Tornerò prima di mezzanotte
- Il Vantone
- Lei
- I tre processi
- E Ballando Ballando
- Il Decamerone
- Il re muore
- Rugantino
- Se devi dire una bugia dilla grossa
- Cyrano
- Boeing-Boeing
- Romolo & Remolo
- La Donna in nero
- Destinatario Sconosciuto
- Il giro del mondo in 80 risate
- Sempre meglio che lavorare (one man Show)
- Il Mago di Oz
- Un pezzo di pazzo
- Prime donne alle primarie
- Uomini all’80%
- Va tutto storto!
- E io pago!
- Complici
- Gabbia di matti
- Destinatario sconosciuto (also director)
- Va tutto storto

### Televisão
- Vivere
- Un posto al sole
- Anni 60
- Distretto di polizia
- Giornalisti
- La squadra
- Tequila e Bonetti
- Il Papa buono
- Miconsenta
- Con le unghie e con i denti
- Barbecue
- Passaparola
- Domani è un'altra truffa
- Torte in faccia
- Punto e a capo (guest)
- E io pago!
- Edizione Straordinaria (satirical TV news, Demo Mura)
- Seven Show 2007
- Vita da paparazzo
- Gabbia di Matti